# Prezidentské volby v Nigeru v roce 1970

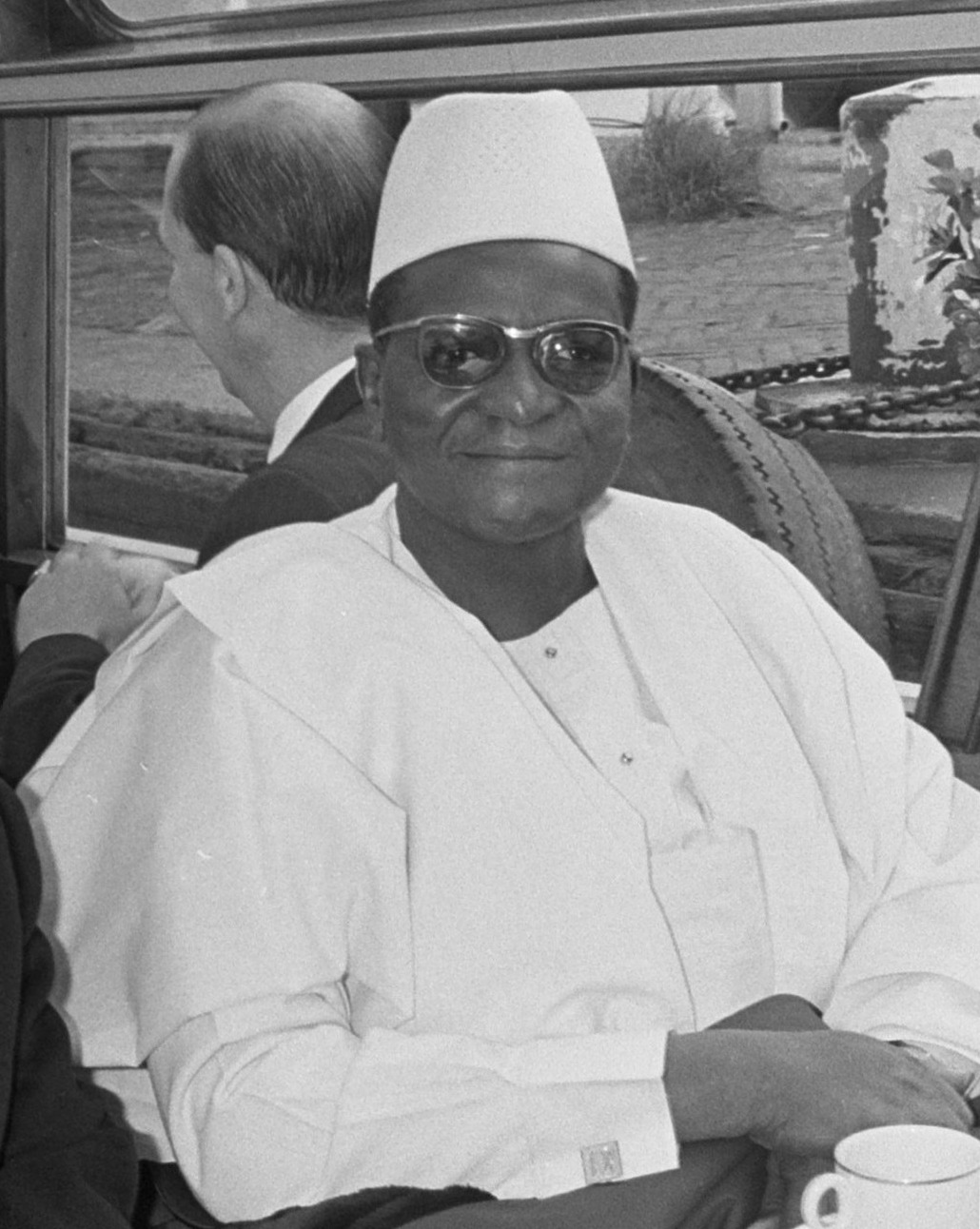
Hamani Diori, jediný kandidát v prezidentských volbách

Prezidentské volby se v Nigeru konaly 1. října 1970. V zemi v té době existovala jediná legální strana, kterou byla Nigerská pokroková strana – Africké demokratické shromáždění. V těchto volbách byl jediným kandidátem na prezidenta předseda této strany, úřadující prezident Hamani Diori. Oficiálně udávaná volební účast byla 98,35 %.

## Výsledky
| Kandidát                            | Politická strana                                             | První kolo | První kolo |
| Kandidát                            | Politická strana                                             | Hlasy      | %          |
| ----------------------------------- | ------------------------------------------------------------ | ---------- | ---------- |
| Hamani Diori                        | Nigerská pokroková strana – Africké demokratické shromáždění | 1 907 673  | 100 %      |
| Celkem                              | Celkem                                                       | 1 907 673  | 100 %      |
|                                     |                                                              |            |            |
| Platných hlasů                      | Platných hlasů                                               | 1 907 673  | 99,85 %    |
| Neplatných hlasů                    | Neplatných hlasů                                             | 2 953      | 0,15 %     |
| Celkem hlasů                        | Celkem hlasů                                                 | 1 910 626  | 100 %      |
| Registrovaných voličů/volební účast | Registrovaných voličů/volební účast                          | 1 942 774  | 98,35 %    |